# Neurochip
Ein Neurochip oder neuromimetischer Chip ist ein integrierter Schaltkreis mit neuronalen Schaltkreisen, welcher zur Simulation, Analyse oder Beeinflussung von Nervenzellen eingesetzt wird. 
Neurochips werden in Neuroprothesen, Cochleaimplantaten, Gehirn-Computer-Schnittstellen oder in Neuronen-Zellkulturen eingesetzt. Sie unterscheiden sich damit zu neuralen Chips, welche nicht für die direkte Kommunikation mit Nervenzellen ausgelegt sind.